# 圓通寺 (香川県宇多津町)
圓通寺（えんつうじ）は香川県綾歌郡宇多津町にある真言宗御室派の寺院。讃岐三十三観音霊場30番札所。

## 歴史
圓通寺（円通寺）は、今から約700年前に宥弘法印によって開かれた場所だといわれている。本尊は、聖如意輪観世音菩薩である。建設当時は、観音山に七間四面の本堂があったがその後荒廃の一途をたどり、当時七間四面の本堂のあった場所が観音堂と呼ばれ現代でも地名として残っている。荒廃後、中興良意法印によって延宝3年（1675年）に現在圓通寺がある場所に再興された。また、現在圓通寺のある場所は室町時代三代将軍足利義満の官領細川頼之居館のあった場所だと言われている。また圓通寺は、細川頼之が阿波の秋月とともに、四国の分国支配の拠点とされた讃岐の守護所（館跡）だと伝承されている。
讃岐33観音霊場の第30番札所である。

## 境内
- 本堂 1816年建立。境内正面左。
- 大師堂 1863年建立。境内正面右。
- 庫裏
- 客殿
- 書院
- 山門
- 五輪塔 高さ2.65メートル 花崗岩製
- 圓通寺の松の木跡 本堂正面[2]。

## 文化財
- 絹本墨画不動明王立像二童子像（県指定有形文化財）（1969年（昭和44年）4月3日指定）

「妙沢（澤）老人筆施」と記載されている。頼之と親交があった龍湫周沢により描かれたものである。矜羯羅童子と制吒迦童子を左右に描かれている。3幅1具の絵画。県内では二童子像をともなった3幅対の妙沢不動はこれが唯一であり、貴重である。大きさは、縦104.5センチメートル、横43.0センチメートルで、南北朝時代に作成とされる。三幅対の掛幅装で、中央幅には右手に剣、左手に羂索を持つ不動明王。向かって右幅には蓮華の冠を着け、合掌する矜羯羅童子。左幅には頭に五髻を結び、宝棒を立てる制吒迦童子が描かれている。三尊とも絹本で肉身線、衣文線とも墨線で描かれ、布の一部に朱で彩色が施されている。夢窓国師の弟子である、天竜寺第十五世の住持・妙沢（1308～88年）の作。
- 圓通寺の松

圓通寺境内本堂正面部分にあった。県の天然記念物とされていたが現在は伐採されている。記録によれば、樹高16メートル。露出した根の周囲は25.5メートル、地上1.3メートルの幹囲5.9メートル。細川頼之の手によって植えられ、「円通寺のマツ」と呼ばれ名木として知られていた。